# Bíró-Balogh Tamás
Bíró-Balogh Tamás (eredeti neve: Balogh Tamás; Gyoma, 1975. június 19.–) magyar irodalomtörténész, író.

## Élete
1993-ban érettségizett a gyomaendrődi Kner Imre Gimnáziumban. Egyetemi tanulmányait a Szegedi Tudományegyetem Bölcsészettudományi Karán magyar szakon, 20. századi magyar irodalom specializáción végezte 1994–2000 között. 2000–2006-ig ugyanitt a Modern Magyar Irodalomtörténeti Tanszék óraadója, majd 2007–2013-ig tudományos segédmunkatársa volt. 2016-tól a Szegedi Tudományegyetem Juhász Gyula Pedagógusképző Kar Alkalmazott Pedagógiai Intézet Magyar szakcsoportjának oktatója tanársegédként. Fő kutatási területe a 20. század első felének magyar irodalomtörténete. Érdeklődésének középpontjában Kosztolányi Dezső és Radnóti Miklós életműve áll. Elsősorban az irodalmi személyesség dokumentumait kutatja, nevéhez fűződik a dedikáció mint irodalmi műfaj széles körben való megismertetése. Szeged irodalomtörténetével is foglalkozik.
1998–2010 között a József Attila Kör, 2006-tól a Szépírók Társasága, 2010-től a Magyar Irodalomtörténeti Társaság tagja. 2010-től a Makói Medáliák-díj egyik szakmai kurátora.
2007 júliusáig Balogh Tamás néven publikált.

## Önálló kötetek
- Egy füzet magánélete. Novellák, félpercesek, jelenések. Ab Ovo, Bp., 1993 (Balogh Tamás néven)
- Nemlétező dolgok; Szeged, Bába, 2004 (prózák, Balogh Tamás néven)
- Álmodozók irkafirkája. Irodalomtörténeti tanulmányok; Pont–Ikerhold, Bp., 2006 (Balogh Tamás néven)
- Tollvonások; Tiszatáj Alapítvány, Szeged, 2009 (Tiszatáj könyvek)
- Mint aki a sínek közé esett. Kosztolányi Dezső életrajzához; Equinter, Bp., 2014 (Műút-könyvek)
- Az irodalom személyessége; Tiszatáj Alapítvány, Szeged, 2016 (Tiszatáj könyvek) (tanulmányok)
- Könyvvel üzenek néked. Radnóti Miklós dedikációi. Athenaeum, Bp., 2016
- A megvadult írógép. Jegyzetek az irodalomtörténet-írásról; Fiatal Írók Szövetsége, Bp., 2019 (Hortus conclusus)
- Hakni; Lector, Marosvásárhely, 2019 (novellák)
- Ha nem volnátok ti. Kosztolányi Dezső utolsó szerelmei; Jaffa, Bp., 2019

## Sajtó alá rendezések
- Kosztolányi Dezső: Aranysárkány (ifj. kiad.) Szeged, 2004
- Schöpflin Aladár összegyűjtött levelei. Pécs, 2004
- Nemes Nagy Ágnes: Az öt fenyő. Szeged, 2005
- Lengyel András írásai. Bibliográfia. Szeged, 2011
- Különben magyar költő vagyok. Radnóti Miklós levelezése 1. Jaffa Kiadó, Bp., 2017
- Kosztolányi Ádám: Keserű nevetés. Összegyűjtött írások. Jaffa Kiadó, Bp., 2018
- Erdélyi Ágnes: Arckép szavakból. Összegyűjtött írások; összeáll., szerk., előszó, jegyz. Bíró-Balogh Tamás; Jaffa, Bp., 2020
- Török Sándor: Halk magyar szavak. Kiadatlan, elfeledett, betiltott írások Erdélyről; összeáll., jegyz. Bíró-Balogh Tamás; Jaffa, Bp., 2022

## Díjak, ösztöndíjak
- Faludy-díj 1996
- NKA alkotói ösztöndíj 2002
- Tiszatáj Jutalom 2004
- Király István-emlékdíj 2004
- NKA alkotói ösztöndíj 2005
- Bárka-díj 2006
- PhD-ösztöndíj 2006–2009
- Predoktori ösztöndíj 2009–2010
- NKA alkotói ösztöndíj 2011
- Irodalmi Jelen-díj (esszé kategória) 2013
- Déry Tibor-díj 2015
- Erdődy Edit-díj 2017[1]
- Év Könyve-díj 2018